# Negev

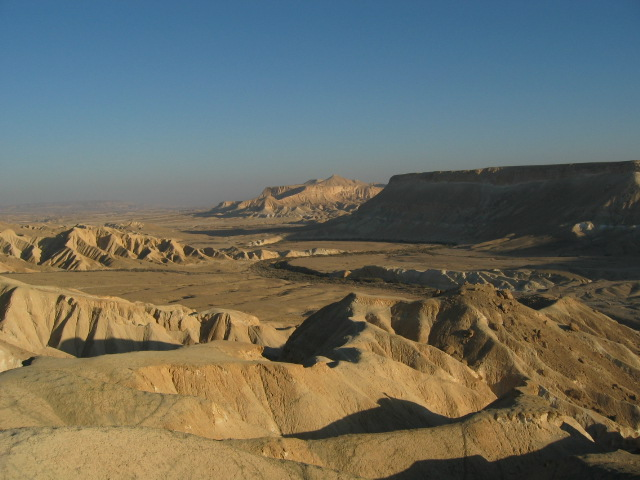
Wüste Negev

Die Wüste Negev, kurz der (oder die) Negev, auch der (oder die) Negeb (hebräisch נֶגֶב ‚Süden (Israels), Südland‘; arabisch النقب an-Naqb), nimmt mit etwa 12.000 km² rund 60 Prozent des Staates Israel ein. Die indigenen Einwohner des Negev sind Beduinen. Etwa zehn Prozent der israelischen Bevölkerung lebt im Negev.

## Städte
Die größte Stadt des annähernd dreieckigen Gebiets ist Beʾer Scheva, die Hauptstadt des Distrikts Negev (etwa 190.000 Einwohner). Etwa in der Mitte des Negev liegt Mitzpe Ramon am Rand des Kraters Maktesch Ramon. Die südliche Spitze endet in den Städten Eilat auf israelischer und Aqaba auf jordanischer Seite. Südöstlich Beʾer Schevas liegt die Stadt Dimona mit dem Atomreaktor am Kernforschungszentrum Negev.
Weitere Städte des Negev sind Qirjat Gat, Sderot, Netivot, Ofaqim, ʿArad, Jerocham, Rahat, ʿOmer, Lehavim, Meitar, Tel Scheba, ʿArʿara baNegev, Kuseife, Segev Schalom, Hura und Laqiye.

## Geographische Einteilung und Eigenschaften

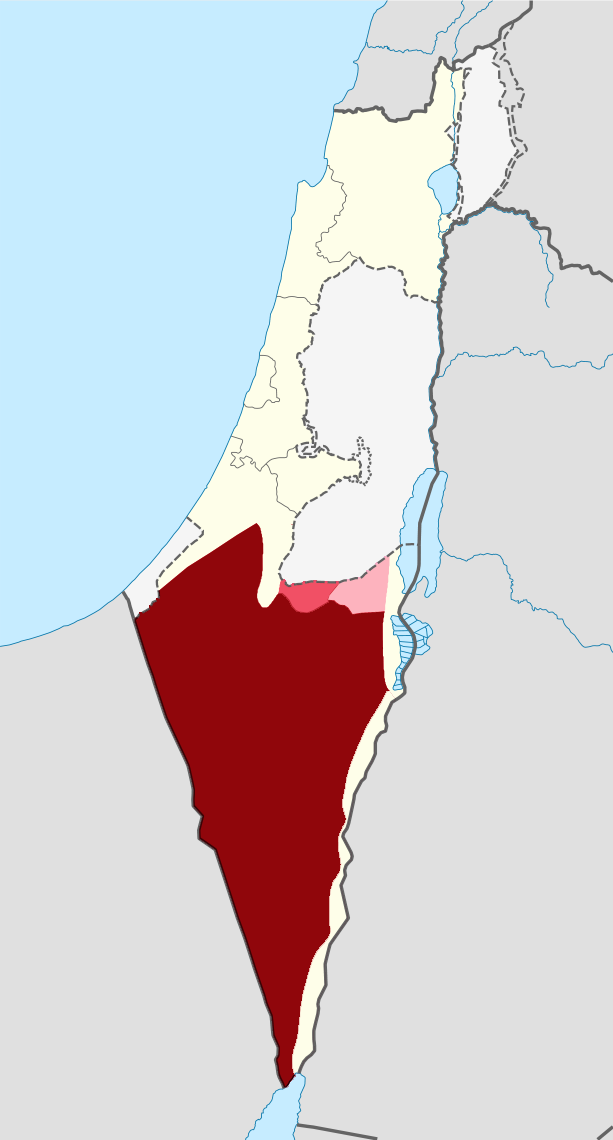
Negev (rot), Israels Teile der Judäischen Berge (pink) und der Judäischen Wüste (rosa) auf einer Karte des Staates

Der Negev wird im Osten von der Arava-Senke und im Norden von der Linie Gaza–En Gedi am Toten Meer begrenzt. Im Westen gilt die Grenze Israels zu Ägypten und die Grenze zum Gazastreifen als Begrenzung, da der kontinuierliche Übergang zum Sinai keine natürlichen Anhaltpunkte für eine Begrenzung bietet. Im Norden und Westen ist der Negev als staubige und teilweise lössbedeckte Ebene ausgebildet, im Süden zeigt er sich jedoch wesentlich abwechslungsreicher und ist von Gebirgen, Tälern und Erosionskratern durchzogen; der größte und bekannteste ist der Krater Machtesch Ramon. Wenn es im Winter und Frühjahr zu Regenfällen kommt, verwandeln sich die ausgetrockneten Wadis in Sturzbäche, und die Wüste erblüht für kurze Zeit. Höchster Berg ist der Har Ramon mit 1035 m. Etwa 25 km nördlich von Eilat liegt der Nationalpark Timna, das Gebiet der antiken (3000 v. Chr.), noch bis ins 20. Jahrhundert ausgebeuteten Kupferminen.
Die Wüste Negev ist ein Teil des Wüstengürtels, der sich vom Atlantischen Ozean bis nach Indien erstreckt und der klimatologisch betrachtet wegen der Existenz der Hadley-Zelle entsteht. Sie gilt als der am längsten – seit etwa 1,8 Millionen Jahren – unveränderte sichtbare Teil der Erdoberfläche.
Die Judäische Wüste wird fälschlicherweise oft als Teil des Negevs betrachtet. Die Judäische Wüste ist jedoch eine Regenschattenwüste, die Negevwüste eine Trockenwüste. Die imaginäre Grenze der beiden Wüsten verläuft ungefähr in ost-westlicher Richtung nördlich von ʿArad (es existieren verschiedene Interpretationen).
Die nördliche Abgrenzung zum Hügelland Schefela ist fließend. Je nach Definition beginnt der Negev bei Qirjat Malʾachi oder erst bei Qirjat Gat. Das liegt daran, dass die bewässerte Landwirtschaft die Nordgrenze der Negevwüste in den letzten Jahrzehnten um dutzende Kilometer nach Süden verschoben hat.
Im nördlichen Negev beträgt die jährliche Niederschlagsmenge noch 350–400 mm. Diese Niederschlagsmenge ermöglicht die Existenz weitläufiger, gepflanzter Nadelwälder, wie des Lahavwalds oder des Jattirwalds, die zu den größten in Israel zählen.
Die Niederschlagsmenge bei Beʾer Scheva beträgt bereits 200 mm jährlich. Zwischen Beʾer Scheva und Sde Boker ist das Landschaftsbild von einer Trockensteppe geprägt, südlich davon beginnt eine Extremwüste. Eilat erhält jährlich etwa 30 mm Regen, mit starken jährlichen Schwankungen. So sind niederschlagslose Jahre keine Seltenheit.
Niederschläge im Negev haben zwei Entstehungsmöglichkeiten: Entweder wird der Regen von den südlichen Ausläufern einer über dem Mittelmeer herziehenden Front generiert (nur in den Wintermonaten) oder von einem Tiefdruckkeil vom Roten Meer, der in den Übergangsjahreszeiten zum Teil heftige Gewitter verursachen kann (selten). In Eilat ist die zweite Regenvariante die übliche, während in Beʾer Scheva die erste von Bedeutung ist.

## Tierwelt
Typische größere Säugetiere des Negev sind Nubische Steinböcke. Darüber hinaus wurden Asiatische Halbesel und Arabische Oryxantilopen ausgewildert, die einst dort heimisch waren. Die Halbesel leben im Gebiet des Ramon Canyon und in der Arava-Senke. Als Besonderheit leben in der Wüste Negev noch einige Exemplare des seltenen Arabischen Leoparden. Als weitere große Räuber kommen darüber hinaus Streifenhyänen und Arabische Wölfe vor. Die Tiere sind heute geschützt, weshalb sich insbesondere die Bestände des Wolfs erholen konnten. Im Jahr 1999 lebten im Negev etwa 90 bis 160 der grauen Räuber. In der Negevwüste kommen zwei Gazellenarten vor. Die Dorkasgazelle ist relativ häufig und kam im Jahr 1985 mit über 1.000 Tieren im südlichen Negev vor. Weitaus seltener ist die Edmigazelle, deren Bestand im gleichen Jahr nur noch 27 Tiere umfasste. Der Bestand der Dorkasgazelle blieb seither stabil. Die Art kommt etwa im Gebiet des Machtesch Ramon lokal in relativ hoher Bestandsdichte vor.
Die Wüste Negev beherbergt die Ägyptische Landschildkröte (Testudo kleinmanni), eine vom Aussterben bedrohte Schildkrötenart.

## Geschichte

### Nomaden
Der Negev wurde vor 4.000 bis 7.000 Jahren zuerst von Nomaden bewohnt. Erste Siedlungen (Gilat) entstanden in der Kupfersteinzeit. In der Mittleren Bronzezeit nahm die Siedlungstätigkeit insbesondere im nördlichen Negev erheblich zu. Diese Entwicklung wird mit dem zunehmenden Kupferhandel zwischen der Levante und Ägypten in Verbindung gebracht. Darauf deutet auch ein archäologisch nachweisbarer Rückgang der Siedlungsaktivitäten während der Erste Zwischenzeit in Ägypten hin. Sowohl Abbau als auch Verarbeitung von Kupfer sind in dieser Region nachweisbar. Die schlechten Klimabedingungen für die Landwirtschaft, geringe Funde von architektonischen Belegen für Ackerbau und Viehhaltung sowie zahlreiche Tonscherben geografisch fernen Ursprungs lassen auf einen umfangreichen Import von Lebensmitteln schließen. Die Amalekiter und Edomiter sind für 2000 v. Chr. belegt. Im 14. Jahrhundert v. Chr. wurde aus Ägypten kommend das Wissen zur Förderung und Verarbeitung von Kupfer im Gebiet des Negev sowie auf dem Sinai übernommen.

### Israeliten und Nabatäer
Durch Ausbau der Kupferminen im 9. Jahrhundert v. Chr. konnte sich Beʾer Scheva als regionaler Handelsplatz während des Aufstiegs der Assyrer etablieren. Zwischen 1020 und 928 v. Chr. sind auch kleine jüdische Ortschaften um die Stadt herum nachgewiesen.
Durch die Ankunft der Nabatäer im 4. Jahrhundert v. Chr. und deren Entwicklung und Ausbau der Bewässerungssysteme konnten sich mindestens fünf städtische Zentren entwickeln. Die Nabatäer schöpften ihren Wohlstand vornehmlich aus der Kontrolle des Handels von Gewürzen, Weihrauch und Myrrhe zwischen ihrer Hauptstadt Petra und den Mittelmeerhäfen.

### Römische und byzantinische Zeit
Das Römische Reich beanspruchte ab 106 das Gebiet des Negev für sich, wobei das Leben und die Kultur der nomadischen Stämme – wie auch woanders im Römischen Reich üblich – wenig beeinflusst wurden. Unter byzantinischer Herrschaft wurde im 4. Jahrhundert das Christentum eingeführt. Außerdem wuchs die Bevölkerung durch eine zunehmende Umstellung auf Ackerbau drastisch an.

### Im 20. Jahrhundert

#### Flucht und Vertreibung
Der Großteil der inzwischen nur noch halb-nomadisch lebenden Beduinen ist während des Palästinakrieges von 1948 geflohen oder wurde vertrieben.

#### Umsiedlungen
Nach der Gründung des Staates Israel wurde ein großer Teil des Negev zu staatlichem (militärischem) Gebiet erklärt und die Beduinen wurden auf ein Reservat-ähnliches Gebiet im Nordosten des Negev umgesiedelt, welches lediglich 10 % der Fläche des Negev ausmacht.

#### Neubesiedelung
Seit den 1960er-Jahren versucht die israelische Regierung, sowohl verstärkt jüdische Siedler – insbesondere englischsprachige Einwanderer – anzusiedeln, als auch die verbleibende beduinische Bevölkerung in teils dafür gegründete Städte umzusiedeln (vgl. Prawer-Plan). Um juristisch gegen die nomadisch lebende Bevölkerung vorgehen zu können, wurde 1950 im Namen des Umweltschutzes das Grasen von Viehherden – die Beduinen züchteten seit Jahrhunderten insbesondere Ziegenherden in dieser Region – in großen Teilen des Negev verboten. Mit Verweis auf frühere Forschungen hat insbesondere Michael Evenari die Beduinen nicht als Söhne, sondern als Väter der Wüste betrachtet.

### 21. Jahrhundert: bis heute nicht anerkannte Dörfer
Im Negev gab es bis zu 46 Dörfer palästinensischer Beduinen, die von der israelischen Regierung nicht anerkannt wurden. Diese Dörfer werden von der israelischen Regierung nicht mit Infrastruktur (Straßen, Wasser- und Stromleitungen, Müllabfuhr etc.) versorgt und sind ständig von Zerstörung durch die israelischen Behörden und der Vertreibung der Bewohner bedroht. Nachdem elf dieser Dörfer von der israelischen Regierung anerkannt wurden, sind bis heute 35 Dörfer nicht anerkannt. Rund 25–40 Prozent der mehr als 250.000 Beduinen des Negev lebt in solchen nicht anerkannten Dörfern; das kleinste davon hat mehr als 400, das größte mehr als 10.000 Einwohner.
Am 8. Mai 2024 ließ die israelische Regierung das nicht anerkannte Dorf Wadi al-Khalil zerstören; mehr als dreihundert Bewohner wurden obdachlos. Es war die größte derartige Zerstörung seit vierzehn Jahren. Acht weitere nicht anerkannte Dörfer sind akut von der Zerstörung durch die israelischen Behörden bedroht. Amnesty International bezeichnete die Zerstörung von Wadi al-Khalil und die Zwangsumsiedlung seiner Bewohner als »klares Zeugnis für Apartheid«.

### Umweltprobleme
Insbesondere von Ramat Chovav, einem Industriegebiet mit vorwiegend chemischer Schwerindustrie und dem größten israelischen Sondermülllager (siehe auch Kernforschungszentrum Negev), wird die Natur des Negev bedroht, da es hier immer wieder zu Un- und Störfällen kam. Die Stadt Tel Aviv entsorgt ihre Abfälle im Negev.

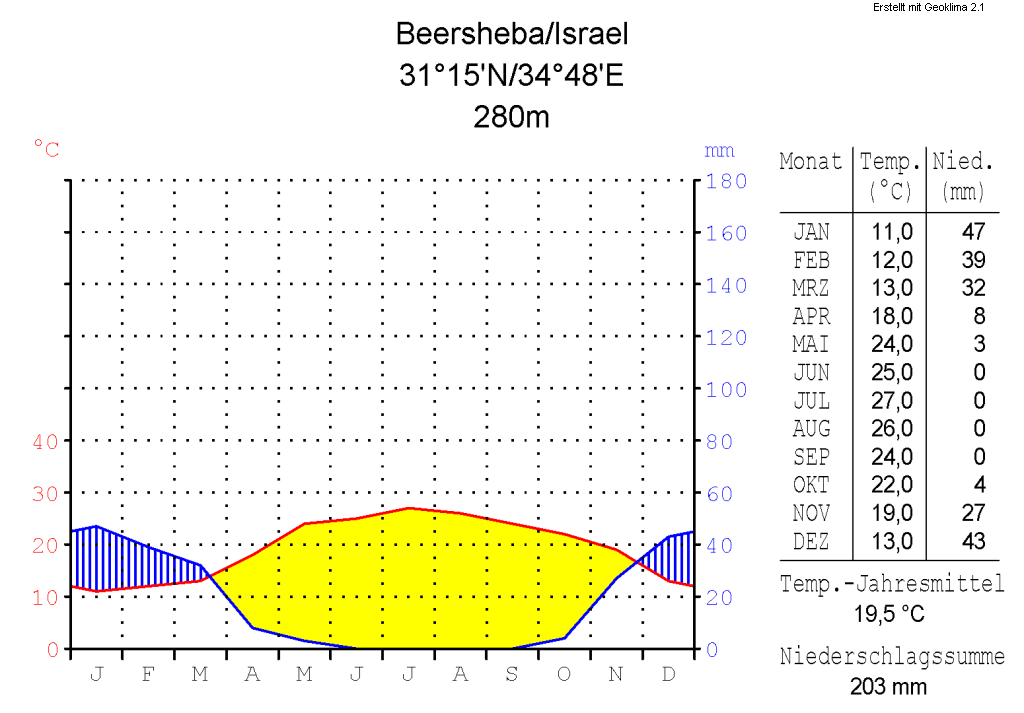
Klimadiagramm von Beʾer Scheva
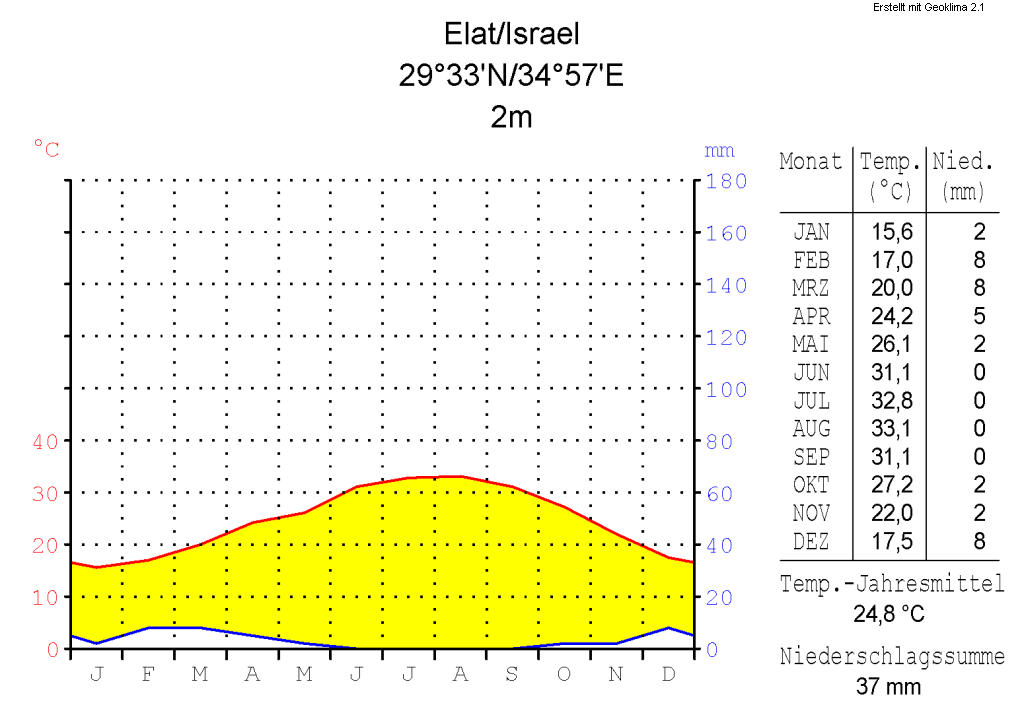
Klimadiagramm von Eilat

## Nutzung
Schon seit der Gründung des Staates Israel wird an der Verwirklichung des Traums gearbeitet, die Wüste in fruchtbares Land zu verwandeln. Der bekannteste Vertreter dieser Idee war David Ben-Gurion (erster Ministerpräsident Israels), der selbst in den Kibbuz Sde Boker zog, um an der Besiedlung der Wüste mitzuwirken.
Innovative landwirtschaftliche Methoden, wie die auf antike Vorbilder aufbauende Sturzwasserlandwirtschaft, werden im Negev entwickelt, erprobt und angewendet. Ein Vorreiter dabei war der in Metz geborene Michael Evenari. Das Nationale Israelische Solarforschungsinstitut und das Israelische Wüstenforschungszentrum der Ben-Gurion-Universität im Negev in Sde Boker gehören zu den weltweit führenden in ihrem Bereich.
Ein aufstrebender Wirtschaftszweig des Negev ist die Fischzucht. So wird fossiles Brackwasser in künstliche Teiche gepumpt. Die Ausbeuten sind wegen des warmen Klimas äußerst ertragreich und der Wirtschaftszweig hat sich als sehr profitabel erwiesen. Das leicht salzhaltige fossile Brackwasser hat sich für die Bewässerung von speziell für diese Bedingungen gezüchteten Früchten und Gemüsesorten als geeignet erwiesen. Viele in Europa bekannte israelische Landwirtschaftserzeugnisse stammen aus der Wüste, auch deshalb, weil das ganzjährig milde Klima einen Exportvorsprung ermöglicht.
Der Negev beherbergt einige wichtige Rohstofflager. Große Phosphatlagerstätten werden intensiv abgebaut und für den Export verarbeitet. Mehrere Großbetriebe der Schwerindustrie beschäftigen tausende von Arbeitern. So wird im Negev beispielsweise das vom Toten Meer gewonnene Bromid weiterverarbeitet.
Der Tourismus spielt ebenfalls eine wichtige Rolle in der wirtschaftlichen Nutzung dieser Wüste. Die extreme Vielfalt der Negevwüste und die relativ kurzen Distanzen werden von vielen in- und ausländischen Touristen geschätzt, sodass sich das Gebiet touristisch ständig weiterentwickelt.
Auch viele Neueinwanderer, vor allem aus der ehemaligen Sowjetunion und aus Äthiopien, wurden zuletzt gezielt dort angesiedelt. Insgesamt leben circa 600.000 Menschen im Gebiet des Negev.
Weitläufige Gebiete der Wüste Negev sind ausschließlich für die militärische Nutzung vorgesehen. Die wichtigsten Militärflugplätze Israels konzentrieren sich in dieser Region, und Truppenübungen sowie Raketentests werden vor allem dort durchgeführt.
Bei einem schweren Busunglück in der Negev-Wüste kamen am 16. Dezember 2008 mindestens 24 Menschen ums Leben, mindestens 33 weitere wurden verletzt. Zwei voll besetzte Busse hatten sich eine Verfolgungsfahrt geliefert, bei der einer der Busse von der Fahrbahn abkam und 80 m tief in eine Schlucht stürzte. Es war der bis dahin schwerste Bus-Unfall in Israel.

## Gallerie

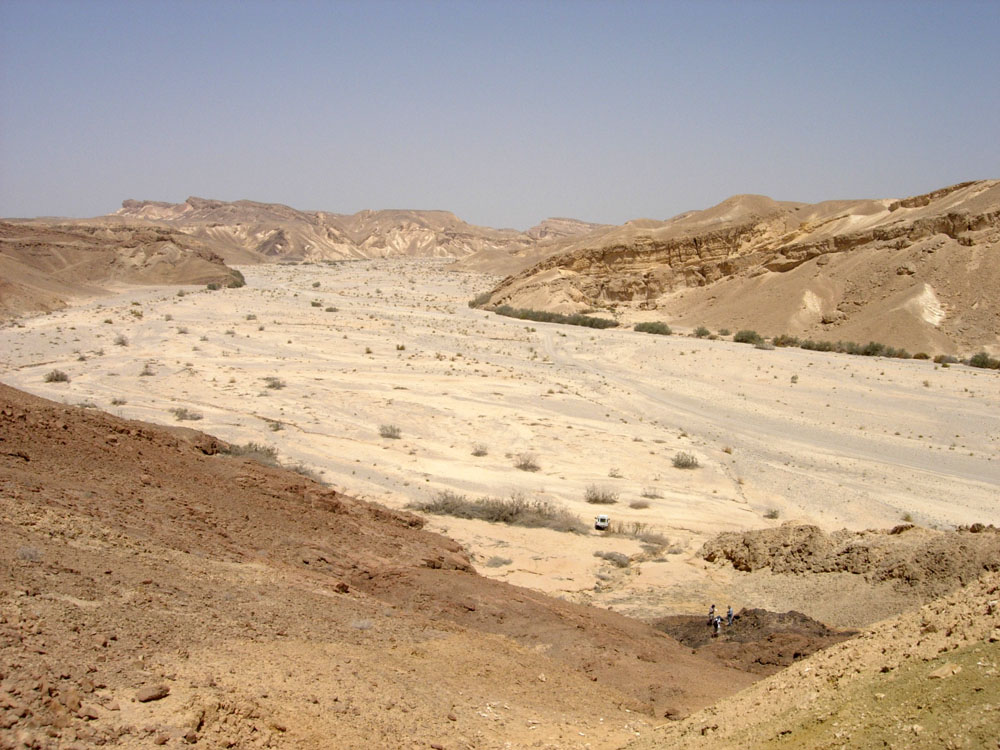
Nachal Paran
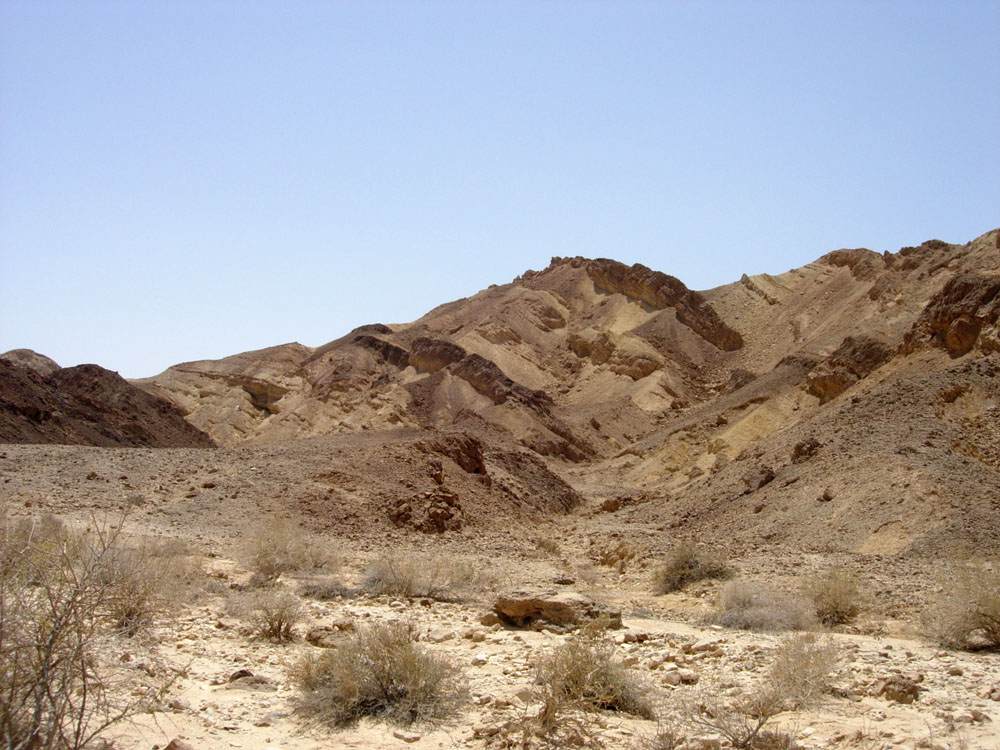
Nachal Paran
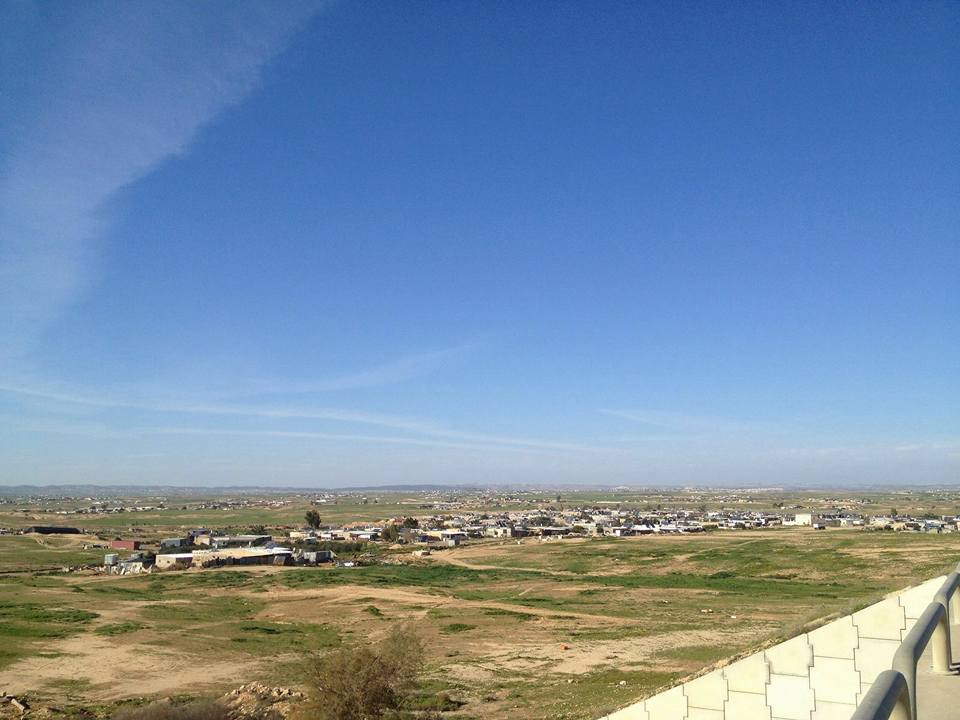
mWestliche Teile von az-Zarnuq, 16 km südöstlich Beʾer Schevas
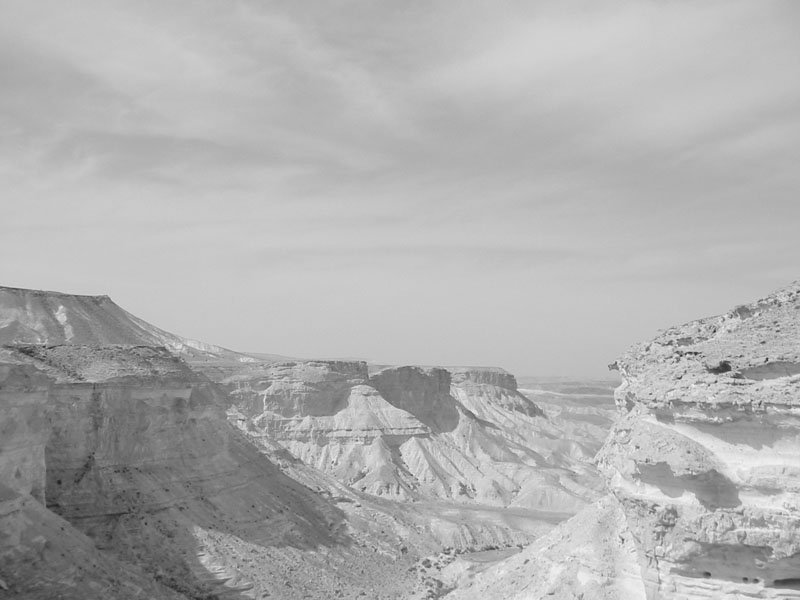
Negev bei Sde Boker
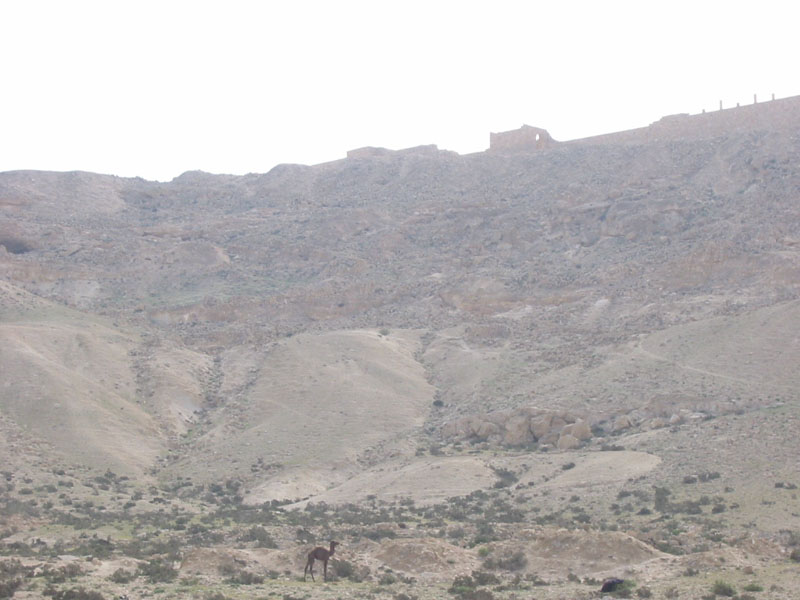
Negev bei Sde Boker
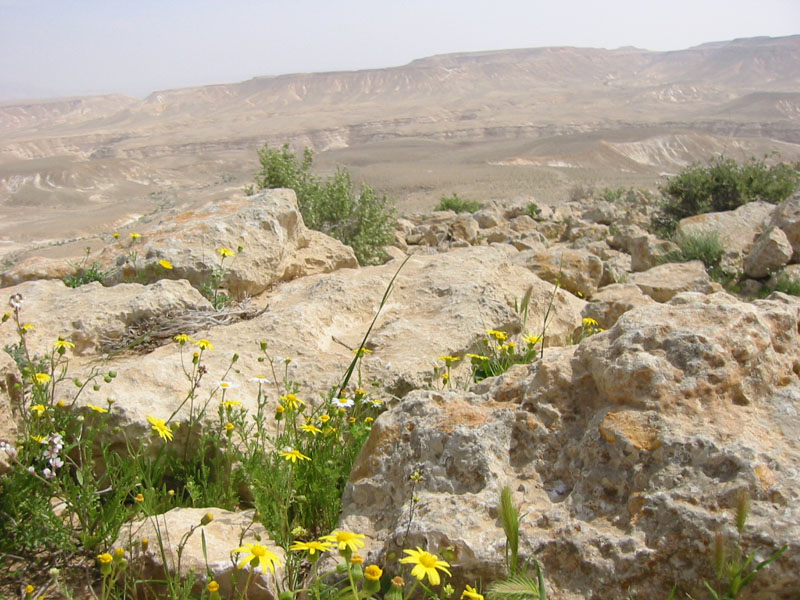
Negev blüht